# Hans Stumme
Hans Stumme, född den 3 november 1864 i Mittweida i Sachsen, död den 20 december 1936 i Dresden, var en tysk orientalist.
Stumme företog 1889-92 vidsträckta resor i östra Europa, norra Afrika, Australien och Amerika. Han blev docent vid universitetet i Leipzig 1895 och professor där 1899 samt var sedan 1910 huvudredaktör för tidskriften Zeitschrift der deutschen morgenländischen Gesellschaft. Han ägnade sig huvudsakligen åt den moderna arabiskan och de nordafrikanska språken.
Bland Stummes många arbeten märks Tunisische Märchen und Gedichte (I, transkriberad text jämte inledning; II, översättning, 1893), Tripolitanisch-tunisische Beduinenlieder (1894), Märchen der Schluh von Tàzerwalt (1895), Dichtkunst und Gedichte der Schluh (samma år), Neue tunisische Sammlungen (i "Zeitschrift für afrikanische und oceanische Sprachen", II, 1896), Grammatik des tunisischen Arabisch nebst Glossar
(1896), Märchen und Gedichte aus der stadt Tripolis in Nordafrika (I, inledning, text och översättning; II, dialektskiss och ordbok, 1898), Handbuch des schilhischen von Tàdzerwalt (1899), Arabisch, Persisch und Türkisch (1902), Maltesische Studien (1904), Maltesische Märchen, Gedichte und Rätsel (i tysk översättning, samma år) och (tillsammans med Bertha Ilg) Maltesische Volkslieder (text med tysk översättning, 1909), varjämte han utgav Socins "Diwan aus Centralarabien" (1900).